# 弗洛伊特斯巴赫河

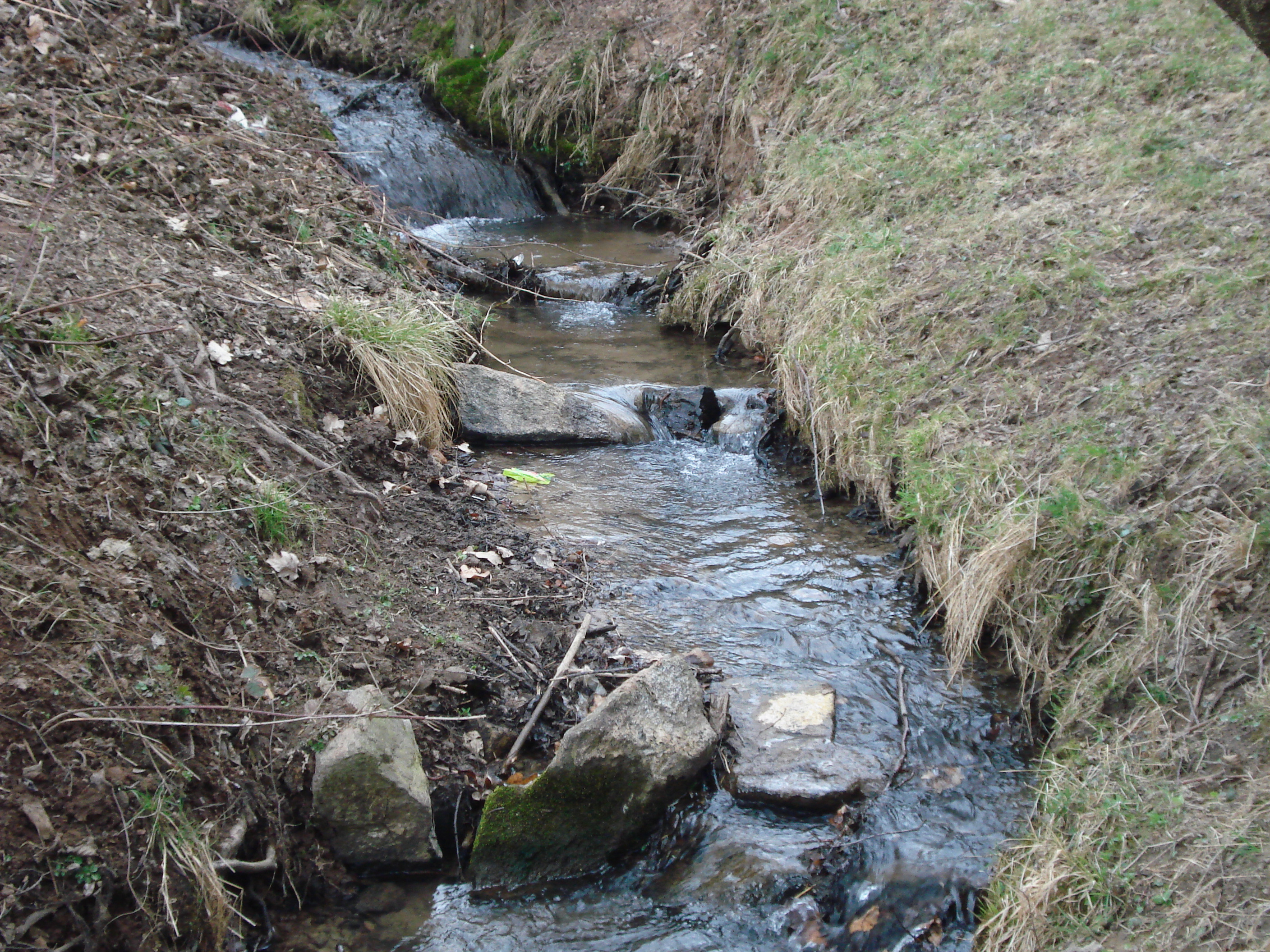

50°4′39.84″N 9°9′23.06″E / 50.0777333°N 9.1564056°E
弗洛伊特斯巴赫河（德語：Fleutersbach），是德國的河流，位於該國東南部，由巴伐利亞負責管轄，屬於卡爾河的左支流，河道全長1.8公里，流域面積1.6平方公里。